# Thyrsanthera
Thyrsanthera é um género botânico pertencente à família Euphorbiaceae.
Este gênero apresenta uma única espécie, encontrada na Tailândia, Cambodja e Vietnã.

## Espécie
Thyrsanthera suborbicularis Pierre ex Gagnep.

## Nome e referências
Thyrsanthera Pierre ex Gagnep.